# Miss World 1957
| Data:                | 14 października 1957                    |
| Kraj:                | Wielka Brytania                         |
| Miasto:              | Londyn                                  |
| Gala finałowa:       | Lyceum Theatre                          |
| Liczba uczestniczek: | 23                                      |
| Zwyciężczyni:        | Marita Lindahl, Finlandia               |
| Poprzedniczka:       | Petra Susanna Schürmann, RFN            |
| Następczyni:         | Penelope Anne Coelen, Południowa Afryka |
| -------------------- | --------------------------------------- |

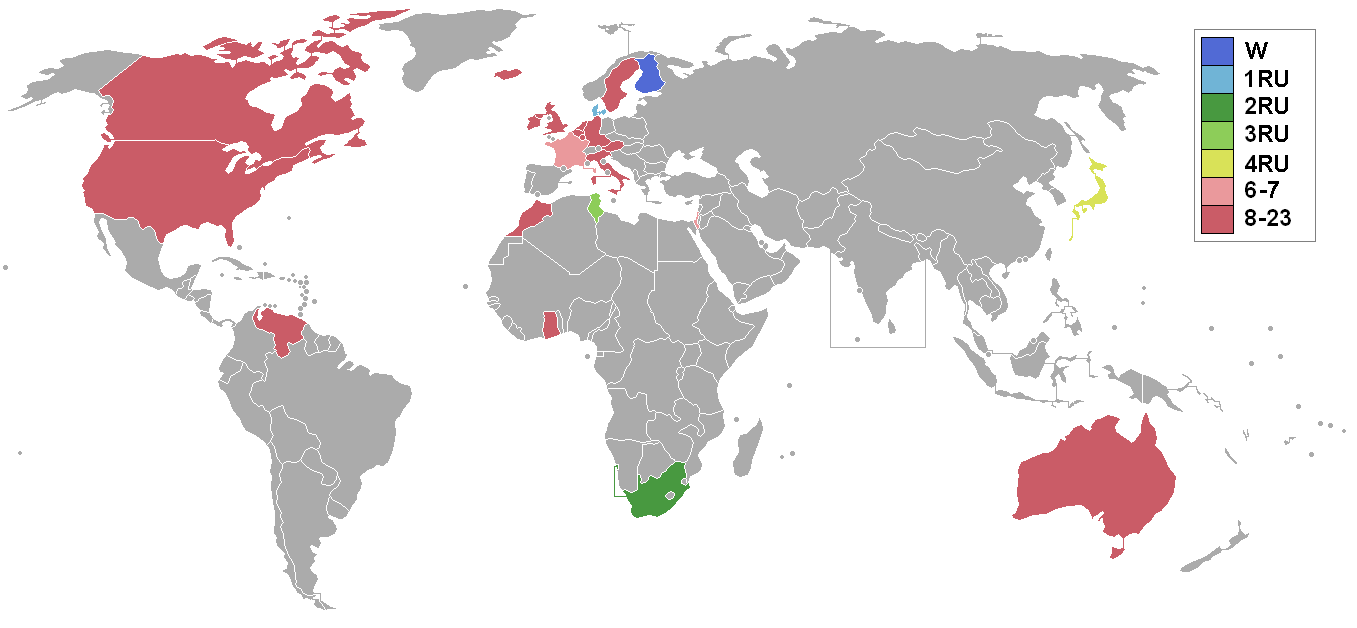
Kraje i terytoria, które wysłały delegacje oraz zajęte miejsce

Miss World 1957 – były to 7. wybory Miss World, odbyły się 14 października 1957 r. w Lyceum Theatre w Londynie. O tytuł i koronę Miss World 1957 walczyły 23 uczestniczki. Konkurs wygrała Marita Lindahl z Finlandii. Galę finałową poprowadził założyciel Organizacji Miss World – Eric Morley. Zadebiutowała Kanada i Luksemburg.

## Wyniki
| Wyniki finału   | Uczestniczka                            |
| --------------- | --------------------------------------- |
| Miss World 1957 | - Finlandia – Marita Lindahl            |
| 1. wicemiss     | - Dania – Lilian Juul Madsen            |
| 2. wicemiss     | - Południowa Afryka – Adele June Kruger |
| 3. wicemiss     | - Tunezja – Jacqueline Tapia            |
| 4. wicemiss     | - Japonia – Muneko Yorifuji             |
| 5. wicemiss     | - Francja – Claudette Inés Navarro      |
| 6. wicemiss     | - Izrael - Sara Elimor                  |

## Uczestniczki
- Australia – June Finlayson
- Austria – Lilly Fischer
- Belgia – Jeanine Chandelle
- Dania – Lilian Juul Madsen
- Finlandia – Marita Lindahl
- Francja – Claudette Ines Navarro
- Grecja – Nana Gasparatou
- Holandia – Christina van Zijp
- Irlandia – Nessa Welsh
- Islandia – Runa Brynjolfdóttir
- Izrael – Sara Elimor
- Japonia – Muneko Yorifuji
- Kanada – Judith Eleanor Welch
- Luksemburg – Josee Jaminet
- Maroko – Danielle Muller
- RFN – Annemarie Karsten
- Szwecja – Eleanor Ulla Edin
- Tunezja – Jacqueline Tapia
- Stany Zjednoczone – Charlotte Sheffield
- Wenezuela – Consuelo Nouel Gomez
- Wielka Brytania – Leila Williams
- Włochy – Anna Gorassini
- Południowa Afryka – Adele June Kruger

## Notatki dot. państw uczestniczących

### Debiuty
- Kanada
- Luksemburg

### Powracające państwa i terytoria
Ostatnio uczestniczące w 1955:
- Australia

### Państwa i terytoria rezygnujące
- Nowa Zelandia
- Szwajcaria
- Turcja

### Bojkot
- Egipt – Egipt w ten sposób protestował przeciwko inwazji na Kanał Sueski przez brytyjskie wojska.